# صفوة
الصفوة النخبة الممتازة في المجتمع لمكانتها. وقد شاع استخدام المصطلح للدلالة على الفئات التي تزعمت الحركة السياسية في المجتمعات النامية التي تخلفت فيها الجماهير بسبب قصورها في التعليم وضعف وعيها السياسي.